# La búsqueda
La búsqueda é uma telenovela mexicana, produzida pela Televisa e exibida em 1966 pelo Telesistema Mexicano.

## Elenco
- Susana Freyre
- Rosario Gálvez
- Nadia Haro Oliva
- Patricia Morán